# Ванєєв Геннадій Іванович
Генна́дій Іва́нович Ванє́єв (23 червня 1927, Ванєєви — 5 липня 2004, Київ) — доктор історичних наук, професор (з 1984 року), народний депутат України 1-го скликання, капітан I рангу.

## Біографія
Народився 23 червня 1927 року, в селі Ванєєви, Макар'євсько-Котельнічевського району Кіровської області РРФСР в сім'ї селян. Росіянин, освіта вища, історик, Київський державний університет імені Т. Г. Шевченка.
- 1944 — матрос, курсант старшинських класів, інструктор радіотелеграфної школи зв'язку Чорноморського флоту міста Миколаєва.
- 1947 — командир відділення радіотелеграфістів флотського екіпажу Чорноморського Флоту міста Севастополь.
- 1947 — командир спецмашини Червонопрапорного вузла зв'язку Чорноморського Флоту міста Севастополь.
- 1949 — курсант Київського військово-морського політичного училища.
- 1953 — заступник командира роти по політчастині В\Ч 53186 Чорноморського Флоту.
- 1956 — пропагандист політорганів Чорноморського флоту.
- 1970 — викладач, старший викладач Чорноморського вищого військово-морського училища ім. П. С. Нахімова.
- 1978 — звільнений у запас, професор кафедри історії Чорноморського вищого військово-морського училища.

Член КПРС 1950—1991, секретар, член партбюро військового училища; голова ради молодіжного клубу училища «Подвиг», голова військово-патріотичної, історичної секції міської організації товариства «Знання» та міської дискусійної трибуни.
Висунутий кандидатом в народні депутати особовим складом Чорноморського вищого військово-морського училища ім. П. С. Нахімова.
18 березня 1990 року обраний народним депутатом України 1-го скликання, 2-й тур 43.33 % голосів, 8 претендентів.
- місто Севастополь
- Гагарінський виборчий округ № 238
- Дата прийняття депутатських повноважень: 15 травня 1990 року.
- Дата припинення депутатських повноважень: 10 травня 1994 року.

До груп, фракцій не входив.
Заступник Голови Комісії ВР України у питаннях соціальної політики та праці.

Могила Геннадія Ванєєва

Помер 5 липня 2004 році в Києві. Похований на кладовищі Комунарів у Севастополі.

## Відзнаки
Нагороджений медалями «За бойові заслуги», «За перемогу над Німеччиною», та іншими; присвоєно почесне звання «Заслужений діяч науки та техніки УРСР».

## Твори
- Героини Севастопольской крепости. Симферополь, 1965;
- Героїчний Севастополь. К., 1967;
- Героическая оборона Севастополя. 1941—1942. М., 1969 (у співавтор.);
- Черноморцы в Великой Отечественной войне. М., 1978;
- Севастополь: Страницы истории. 1783—1983: Справочник. Симферополь, 1983;
- Севастополь. 1941—1942: Хроника героической обороны: В 2-х кн. К., 1995[2].